# Diocèse suburbicaire de Sabina-Poggio Mirteto
Le diocèse suburbicaire de Sabina-Poggio Mirteto est l'un des sept diocèses situés proche de Rome (d'où le nom de diocèse suburbicaire) et dépendant du diocèse romain.
Le siège épiscopal se trouve à la cathédrale de Poggio Mirteto, et à la co-cathédrale est celle de Magliano Sabina.

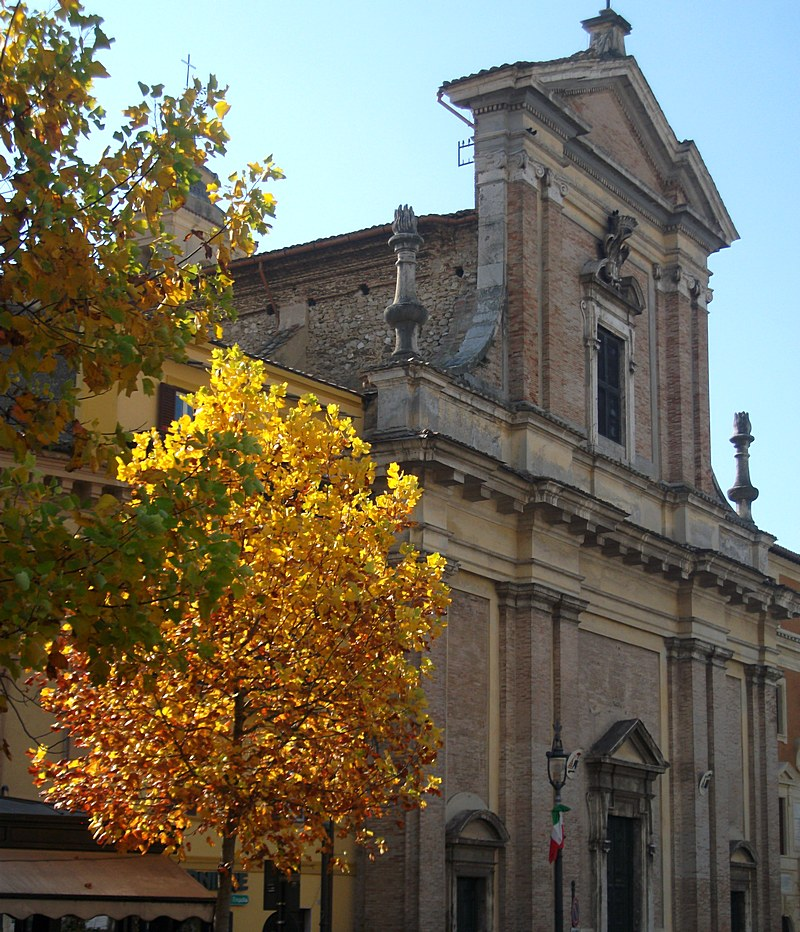
Cathédrale de Poggio Mirteto.

## Territoire
Le territoire diocésain s'étend sur les communes de Poggio Mirteto, Magliano Sabina et Torri in Sabina.
L'ensemble compte 82 paroisses.